# Rethmar
Rethmar ist ein Ortsteil der Stadt Sehnde, südöstlich von Hannover in Niedersachsen.

## Geschichte
Ortsnamen auf –mer und –mar werden als recht alt eingestuft. Danach kann davon ausgegangen werden, dass die Siedlung bereits um das Jahr 500 entstanden ist. Im Übrigen wird der Name als „Schilfmeer“ gedeutet, wobei die Ursprungswörter mari, mare früher kleinere Seen oder Tümpel bezeichneten. Reth kommt von Reet, Ried und bezeichnet Schilf. Erstmals wird der Ortsname Rethmere Ende des 12. Jahrhunderts im Urkundenbuch des Hochstifts Hildesheim genannt. Später finden sich noch die Formen Reythmer, Retmer und Reithmer, ab dem 17. Jahrhundert aber nur noch die heutige Schreibweise.
Rethmar gehörte zum Großen Freien. Die acht Freienhöfe des Ortes sind noch heute zu lokalisieren und lassen sich etwa 400 Jahre zurückverfolgen. Daneben war das Rittergut Haus Rethmar bis 1928 eine selbstständige Gutsgemeinde, der die übrigen Rethmarer Leute als Gutshörige angehörten. Die Burg wird 1332 erstmals urkundlich erwähnt und war im Ursprung ein Wohnturm aus dem späten 12. oder frühen 13. Jahrhundert, der den Herren von Rautenberg gehörte. Ab ca. 1530 bauten sie den Renaissancetrakt an, der heute den Westflügel bildet. 1647 ging das Gut im Erbweg an die Familie zu Eltz über. Um 1710 erweiterte Philipp Adam zu Eltz das Schloss zu der heute bestehenden barocken Dreiflügelanlage.
Zwei Mühlen hat Rethmar gehabt. Sie sind in alten Registern im 16. und 17. Jahrhundert erwähnt und gehörten ursprünglich beide zum Haus Rethmar und waren gegen Mühlenzins verpachtet. Die sogenannte Untere Mühle, zuletzt war es nur noch eine Ruine, hat bis 1967 im Bereich des heutigen Mühlenweges gestanden und befindet sich heute im Freilichtmuseum in Stade. Eine weitere Mühle stand vor Gretenberg. Sie ist 1977 abgebrannt.
Der Straßenname „Salzburg“ nördlich der B 65 kommt daher, dass in Rethmar Salzburger Protestanten angesiedelt worden waren. Sie gehörten zu denen, die 1731 von dem dortigen Erzbischof wegen ihres Glaubens verfolgt und schließlich ausgewiesen wurden. Der Englische König und Kurfürst von Hannover, Georg II hatte ihnen Aufnahme und Unterstützung angeboten, und so kamen sechs Familien mit 42 Personen auch hierher, wo man ihnen Unterkunft und Arbeit bot. Die eingesessenen Gutshörigen in Rethmar setzten jedoch vor dem Gericht in Celle durch, dass sie weiterziehen mussten. Grund war die Behauptung, dass sie den hier Ansässigen Arbeit und Einkommen gefährdeten. Sie wurden also ein zweites Mal vertrieben und zogen weiter nach Minden oder Hameln.
Am 1. März 1974 wurde Rethmar in die Gemeinde Sehnde eingegliedert (heute Stadt Sehnde).

### Die Sankt-Katharinen-Kirche
In einem Güterverzeichnis von 1306 wird ein Thidericus „plebanus“ (Geistlicher) „in Rethmere“ erwähnt. Als die Herren von Rutenberg im 12. Jahrhundert sich auf der von ihnen errichteten Rethmarer Burg niederließen, haben sie demnach auch eine Kapelle oder Kirche errichtet oder übernommen. 1361 übernahmen sie das Patronat über den Katharinenaltar. Von diesem Altar wird heute die Benennung der Kirche hergeleitet. Daneben hatten sie auch das Kirchenpatronat inne. Die heutige Gestaltung des wohl aus dem Spätmittelalter stammenden wuchtigen Bruchsteinbaues stammt von Anfang des 18. Jahrhunderts. Die im 17. Jahrhundert angebaute Crypta Eltziana aus der Zeit der Gutsherren zu Eltz (mit dem Prunksarg des Philipp Adam zu Eltz) sowie mehrere prachtvoll gearbeitete Grabsteine derer von Rautenberg aus dem 16. und 17. Jahrhundert im Kircheninnern prägen das Gebäude, das mit dem Herrenhaus und dem noch aus dem 18. Jahrhundert stammenden Pfarrhaus ein eindrucksvolles Ensemble bildet.

### Bevölkerungsentwicklung
Die Register der Amtsvogtei Ilten verzeichnen getrennt voneinander die „Rauttenbergischen Leute“ oder „Junckern-Leuthe“ und die „Freyen-Leuthe“. Rethmar war also gewissermaßen geteilt. Zum Rittersitz mit seinem umfangreichen Gutsbetrieb gehörten die „Junckern-Leute“, 1640 insgesamt 30 Hofstellen, davon 1 „Ackerman“ und 29 „Kottsassen“. 1660 sind 29 Gutshörige aufgeführt, einschließlich „der Herr Verwalter“, 1680 waren es 34. Die meisten waren geringe Kothöfe, einige waren auch Meierhöfe, gehörten ebenfalls zum Gut. Daneben gab es über Jahrhunderte gleichbleibend 8 Freienhöfe, die „Freyen-Leuthe“. 1880 bis 1915 verzeichnete die Gebäudesteuerrolle insgesamt 95 Hausnummern. Die Bevölkerungszahl könnte im 17. Jahrhundert etwa bei 190 gelegen haben. Im 18. Jahrhundert war die Anzahl der Hofstellen nur geringfügig angestiegen. Verlässliche Einwohnerzahlen liegen für Rethmar erst mit Beginn des 19. Jahrhunderts vor:
| Jahr – Einwohner | Jahr – Einwohner |
| ---------------- | ---------------- |
| 1811 – 492       | 1885 – 609       |
| 1821 – 537       | 1905 – 681       |
| 1823 – 464       | 1925 – 882       |
| 1848 – 613       | 1939 – 852       |
| 1871 – 515       | 1946 – 1538      |

Die Einwohnerzahlen stiegen im Laufe der Jahre allmählich an, bis sie sich vom Ende des Zweiten Weltkrieges bis 1950 durch den Zuzug von Flüchtlingen und Ausgebombten nahezu verdoppelte. 
| Jahr – Einwohner | Jahr – Einwohner |
| ---------------- | ---------------- |
| 1950 – 1663      | 1975 – 1314      |
| 1955 – 1528      | 1980 – 1211      |
| 1960 – 1415      | 1985 – 1273      |
| 1965 – 1296      | 1990 – 1278      |
| 1970 – 1274      | 1993 – 1258      |

Für die relativ gleichbleibende Einwohnerzahl trugen das Rittergut Haus Rethmar und später die Prüfstelle des Bundessortenamtes bei, die als Arbeitgeber von Bedeutung waren. Das Rittergut betrieb intensive Landwirtschaft und Viehhaltung, das Bundessortenamt einen umfangreichen Versuchsanbau von Pflanzenneuzüchtungen. Der Standort des Bundessortenamtes in Rethmar bestand bis Ende 2015. Ferner spielten die Nähe zum Kaliwerk Friedrichshall in Sehnde (ab 1900) und der Bau des Mittellandkanals (1919–1928) eine Rolle. Die meisten dieser Arbeitsplätze sind weggefallen, so dass viele Pendler in Rethmar wohnen. Durch mehrere Neubaugebiete hat sich der Ort weiter vergrößert und durch einen Golfplatz sowie ein Sport- und sonstiges Vereinsleben an Attraktivität gewonnen. Im März 2009 hatte Rethmar 1730 Einwohner. Damit ist dies der viertgrößte unter den 15 Ortsteilen der Stadt Sehnde.

## Politik
Ortsbürgermeister ist Matthias Jäntsch (SPD).

### Wappen
Das Wappen zeigt im oberen Teil den blau bezungten und blau bewehrten goldenen Löwen der Freien auf rotem Grund. Darunter auf Goldgrund acht schwarze Rauten, wie sie in gleicher Anordnung und Farbgebung im Wappen derer von Rutenberg (Rautenberg) sich befinden. Diese tragen ihren Namen nach dem Dorf Rautenberg bei Hildesheim, von wo sie im 12. oder 13. Jahrhundert nach Rethmar kamen. Das Wappen ist 1939 durch den Oberpräsidenten der Provinz Hannover verliehen worden.

## Kultur und Sehenswürdigkeiten
Ein Kleinkunsttheater, das am 1. Dezember 2006 eröffnet wurde, befindet sich im Ortsinneren und bietet Platz für bis zu 500 Personen.
Im Ortsteil Rethmar befindet sich das Regional-Museum Sehnde, getragen durch den Verein „Regional-Museum-Sehnde e. V.“

### Bauwerke

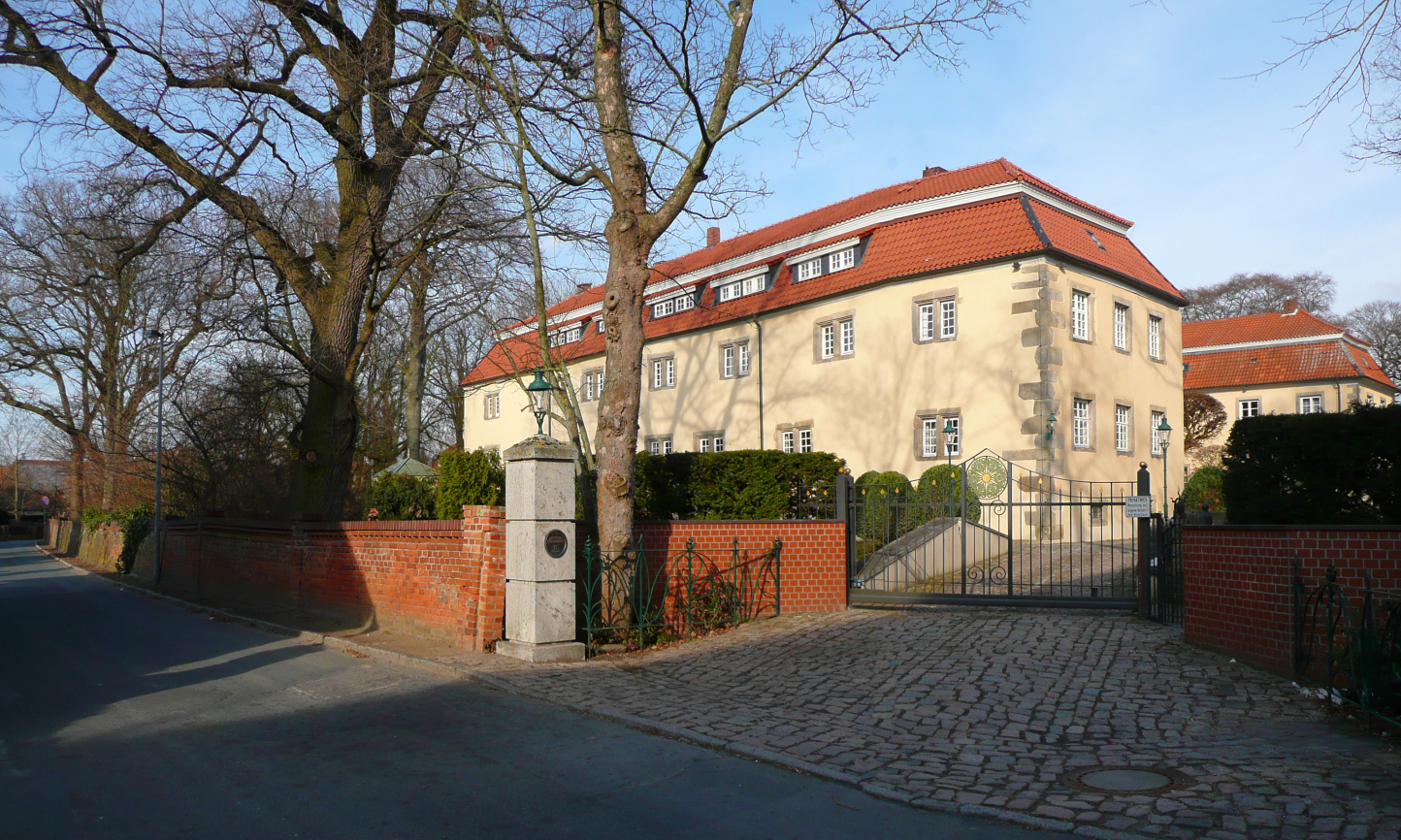
Schloss Rethmar

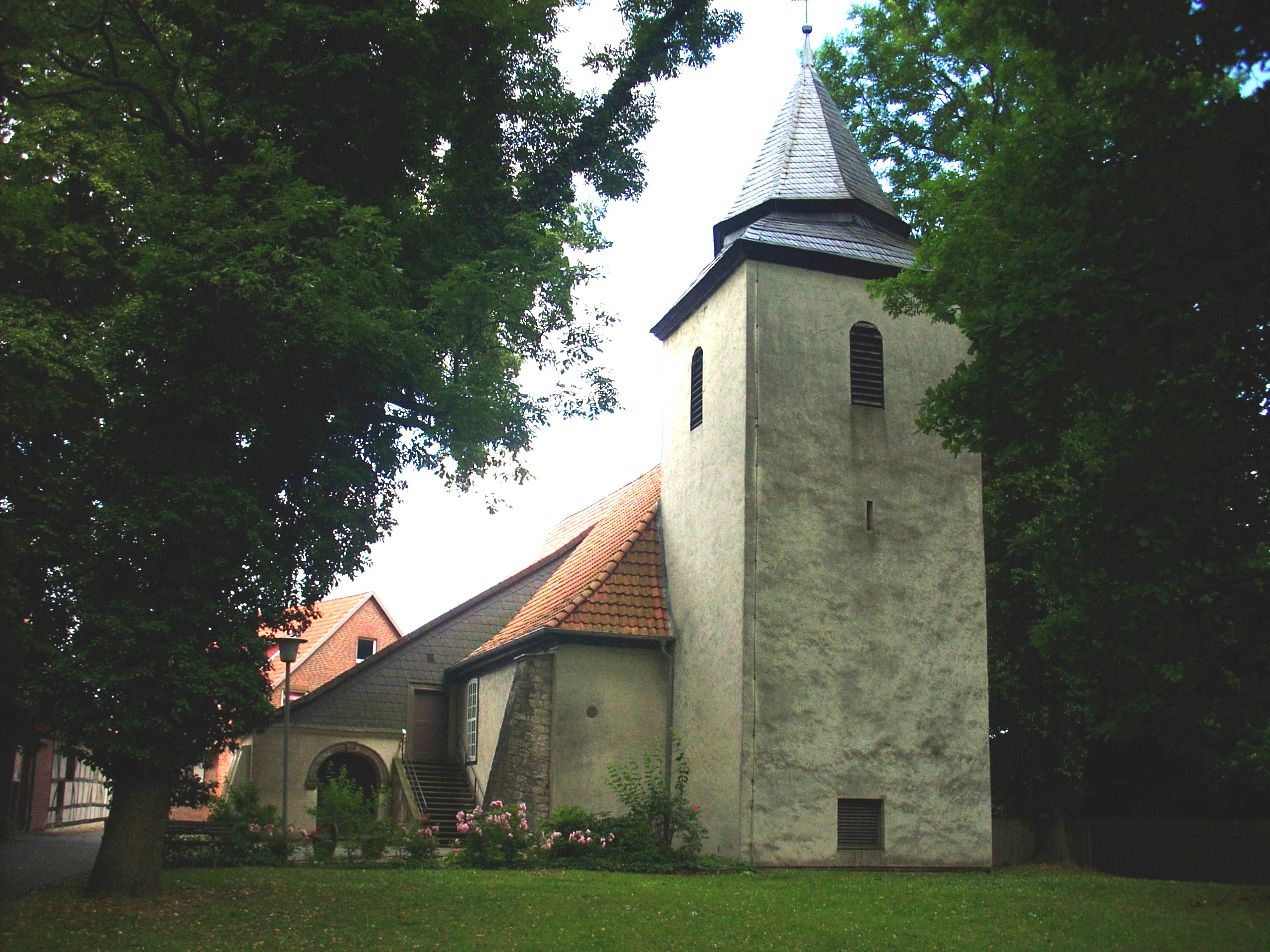
Katharinenkirche

Der Dorfkern ist geprägt vom Baukomplex des alten Rittergutes Schloss Rethmar mit Schlossgarten, Wohn- und Wirtschaftsgebäuden, dazu die im Kern romanische Katharinenkirche. Gutsgebäude und Land sind inzwischen aufgeteilt und dienen verschiedenen Zwecken (Privatwohnsitz, Gastronomie, Pferdesport, Neubaugebiet).

### Sport
Der größte Sportverein im Ort ist der MTV Rethmar v. 1900 e. V., der seine Heimat im Kanalstadion hat. Die Anlage verfügt über zwei Rasenplätze, auf denen die Heimspiele des Vereins ausgetragen werden. Die Mannschaft spielt in der Saison 2016/2017 in der Kreisliga Hannover-Land, Staffel 1.
Die Mannschaft wurde 2011 von einem ehemaligen Landesligaspieler und „Sohn des Dorfes“ als Spielertrainer übernommen. In der ersten Saison gelang auf Anhieb der Aufstieg aus der 2. Kreisklasse in die 1. Kreisklasse. In der darauffolgenden Saison 2012/2013 wurde die Geschichte fortgeschrieben und es gelang der erneute Aufstieg, nun in die Kreisliga. In der Saison 2013/2014 spielte der Verein bis zum letzten Spieltag um die Relegation zum Aufstieg in die Bezirksliga, scheiterte aber aufgrund des schlechteren Torverhältnisses. In den beiden folgenden Jahren etablierte man sich in der Kreisliga und belegte Plätze im gesicherten Mittelfeld.
Nach dem Weggang des Trainers und dem damit verbundenen Umbruch 2016 geriet der Verein in unruhigeres Fahrwasser und spielte während der gesamten Saison 2016/2017 gegen den Abstieg, der erst am letzten Spieltag verhindert werden konnte.
Neben einer Damenmannschaft (Spielgemeinschaft mit dem TSV Haimar-Dolgen) unterhält der Verein eine Jugendabteilung von der G- bis zur A-Jugend.
Ebenfalls an der Anlage befindet sich eine Tennisanlage mit drei Sandplätzen.
Neben dem Sportverein existiert der Schützenverein Rethmar von 1924 e. V. Der Verein hat zwei Schießsportanlagen zur Verfügung. In der Schützenwache (ehemals Schützenklause) findet das Training mit Luftdrucksportgeräten und das Kinder- und Jugendtraining statt. Der Kleinkaliberstand befindet sich außerhalb des Dorfes in der Feldmark, dort findet das KK- und Schwarzpulverschießen statt. Am KK-Stand findet einmal jährlich ein Vergleichsschießen um den sog. Dorfteller statt.
Jenseits des Mittellandkanals gibt es eine weiträumige Golfanlage, die Rethmar Golflinks.

## Wirtschaft und Infrastruktur

### Unternehmen
In Rethmar existieren neben verbraucherorientierten Dienstleistungsunternehmen einige produzierende Unternehmen. Außer der Landwirtschaft gibt es eine Textildruckerei und eine Brauerei.

### Öffentliche Einrichtungen
Die Freiwillige Feuerwehr Rethmar wurde am 26. Januar 1879 gegründet. Der Fuhrpark besteht aus einem Löschgruppenfahrzeug LF 8/6, einem Löschgruppenfahrzeug LF 20 KatS und einem Mehrzweckfahrzeug. Die Jugendfeuerwehr wurde am 21. April 1997 gegründet. Der Förderverein wurde 2002 gegründet und ist ein eingetragener Verein. 2011 erfolgte offiziell die Einführung der Kinderfeuerwehr.

### Verkehr
Die Bundesstraße 65 bietet eine Verbindung zwischen Hannover und Peine. Am südlichen Ortsende passiert der Mittellandkanal den Ort.

## Persönlichkeiten
- Christoph Schrader (1601–1680), Rhetoriker
- Friedrich Casimir zu Eltz (1634–1682), hannoverscher Berghauptmann und kursächsischer Rittergutsbesitzer
- Adolf von Uslar (1877–1960), Landrat, Abgeordneter des Provinziallandtages der Provinz Hessen-Nassau